# خرارد ده کراویف
خرارد ده کراویف (انگلیسی: Gerard de Kruijff; ۲۷ ژانویهٔ ۱۸۹۰ – ۱۶ اکتبر ۱۹۶۸) سوارکار اهل هلند بود.